# Walbourg
Walbourg – miejscowość i gmina we Francji, w regionie Grand Est, w departamencie Dolny Ren.
Według danych na rok 1990 gminę zamieszkiwało 707 osób, a gęstość zaludnienia wynosiła 133 osób/km² (wśród 903 gmin Alzacji Walbourg plasuje się na 357 miejscu pod względem liczby ludności, natomiast pod względem powierzchni na miejscu 466).